# Кирхенштейн, Август Мартынович
А́вгуст Марты́нович Кирхенште́йн (латыш. Augusts Kirhenšteins; 6 [18] сентября 1872, Мазсалаца, Лифляндская губерния, Российская империя — 3 ноября 1963, Рига, Латвийская ССР, СССР) — латвийский и советский государственный деятель, глава правительства (1940), председатель Президиума Верховного Совета Латвийской ССР (1940—1952), учёный-микробиолог, академик Академии наук Латвийской ССР (1946), Герой Социалистического Труда (1957).

## Биография

### Ранние годы
Родился в местечке Мазсалаца (ныне в Мазсалацском крае Латвии), в Валтенбергском поместье, в семье служившего там почтальоном отставного солдата Мартина Ансиса Кирхенштейна (1835—1900) и его супруги Байбы Лукиной (1847—1938). Старший из 11 детей. Когда Мартин (Мартын) Кирхенштейн взял в аренду кабак, материальное положение семьи улучшилось, старшему сыну в это время исполнилось 14 лет. Начальное образование Август получил в Раганской начальной и Валтенбергской приходской школе.
В 1888 году Август был принят в Рижскую Александровскую гимназию. По её окончании в 1893 году поступил и в 1901 году окончил ветеринарный факультет Юрьевского университета. Ещё в студенческое время опубликовал первую научную работу. Был членом студенческой корпорации «Селония», затем перешёл в корпорацию «Земгалия».
По окончании университета работал ветеринаром в Валмиере и Лимбажи.
Участвовал в революционной деятельности. В 1905 году после поражения революционных выступлений в Латвии эмигрировал в Швейцарию, работал в Цюрихе и Давосе. С 1911 г. работал ассистентом у фтизиатра Карла Шпенглера в Цюрихе. С началом Первой мировой войны поступил в сербскую армию в качестве ветврача, затем вернулся на ассистентскую работу в Швейцарию, работал в Женеве и Лугано.
В 1917 году вернулся в Латвию. Во время боёв за независимость служил в Латвийской армии в звании капитана, начальником ветеринарного управления.

### Карьера учёного и педагога
7 марта 1919 года Кирхенштейн был утверждён в должности преподавателя созданной советским правительством Высшей школы Латвии наряду с бывшими педагогическими кадрами Рижского политехнического института, сформировавшими основной преподавательский состав. Кирхенштейн активно участвовал в работе нового вуза, работал в его совете, читал лекции. После падения советского правительства, когда Высшая школа возобновила работу в сентябре 1919 года, он получил место доцента Сельскохозяйственного факультета. В 1921 году стал старшим доцентом. В 1923 году защитил первую в Латвии докторскую диссертацию, посвящённую клеточному строению бактерии туберкулёза. Большую часть материала для этой работы диссертант собрал в Швейцарии во время Первой мировой войны, а написал работу на французском, поскольку оппонентов нужно было искать за границей: специалистов нужного уровня в Латвии в этой сфере не было.
После защиты Кирхенштейн получил должность профессора и занял кафедру микробиологии Латвийского университета. Тогда же на Сельскохозяйственном факультете он основал Серологическую станцию (лабораторию), при советской власти выросшую в Институт микробиологии. Благодаря Кирхенштейну Латвия в межвоенный период достигла успехов в сфере медицинских препаратов: Серологическая станция производила инсулин на экспорт, а также вакцины. Выпускавшаяся в Риге противотуберкулёзная вакцина была признана второй лучшей в мире.
Профессор возглавлял Серологическую станцию до 1938 года, с 1925-го по 1927 год был председателем Латвийского общества борьбы с туберкулёзом. После создания Елгавской сельскохозяйственной академии стал её профессором в 1939 году.
В это время Кирхенштейн получил известность благодаря своей научно-популяризаторской деятельности: он часто выступал с публикациями в прессе, брошюрами на медицинские темы. За научную работу профессор дважды был награждён Орденом Трёх звёзд (III и IV степени), а также наградами Франции и Дании.

### Политическая деятельность

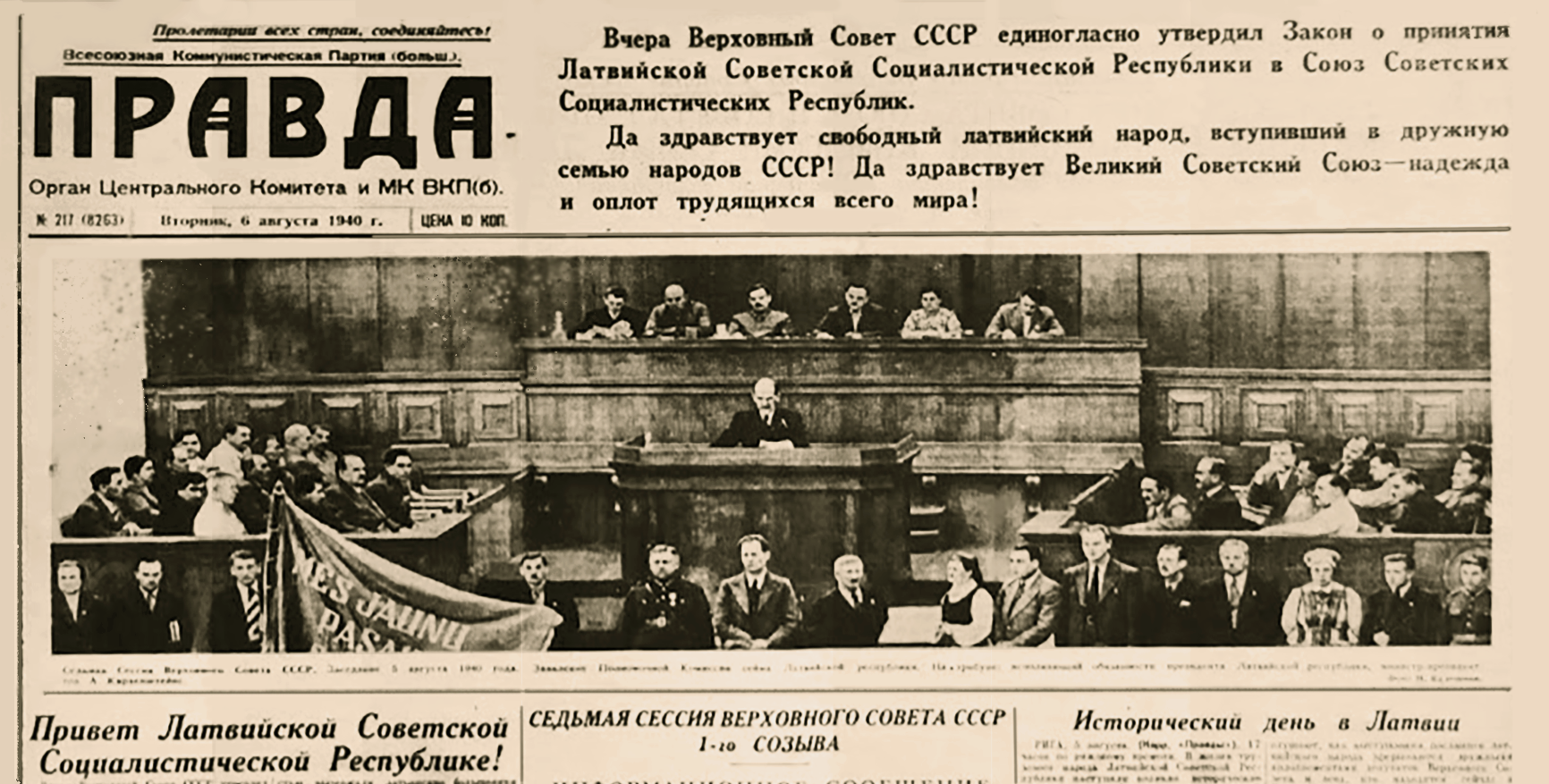
Сообщение в «Правда» о принятии Латвии в состав СССР.
На трибуне Август Кирхенштейн. 5 августа 1940 года

В 1925 году профессор был избран депутатом Рижской думы.
Он возглавлял Общество сближения народов Латвии и СССР. В 1939 году в составе делегации Общества сближения народов Латвии и СССР Кирхенштейн побывал в Москве. Историк Дайна Блейере предполагает, что уже тогда в Москве обратили внимание на персону Кирхенштейна, которому суждено было сыграть значительную роль в последовавших событиях.
Предложение стать министром-президентом вместо К. Улманиса для профессора было неожиданным. Академик Я. Страдыньш слышал, что Кирхенштейн на праздновании своего 90-летия рассказывал, как 17 июня 1940 года пил кофе у Отто Шварца, когда к нему явился курьер и пригласил в представительство СССР на встречу с уполномоченным ЦК ВКП(б) А. Вышинским. Тот спросил, хочет ли Август Мартынович возглавить Народное правительство Латвии, на что получил утвердительный ответ. Страдыньш постфактум предполагал, что профессора «завлекли». «Врагом латышского народа он точно не был». 19 июня 1940 года зампредседателя СНК СССР вручил президенту Латвии список народного правительства, председателем которого был политически неопытный беспартийный Кирхенштейн. Невозможно восстановить по документам, какие аргументы использовал Вышинский, чтобы убедить пожилого (68 лет) профессора ветеринарного факультета принять пост. Возможно, Кирхенштейн и сам решил в сложившейся ситуации, что его участие в управлении страной придаст советской Латвии гуманный характер, фактически же стал простым посредником всё новых указаний Москвы. Одним из первых декретов Кирхенштейна стала политическая амнистия заключённых, но в последующем против эксплуататорских классов был развёрнут террор.
Отправляясь в июле 1940 года в Москву с прошением о приёме Латвии в состав СССР, Кирхенштейн не забыл и о своих научных интересах. Он посетил фабрику по производству витаминов и добился, чтобы аналогичная была основана в Риге. После войны она превратилась в Экспериментальный завод академического Института органического синтеза.
После присоединения Латвии к СССР Кирхенштейн был председателем Президиума Верховного Совета Латвийской ССР (1940—1952), а также заместителем председателя Президиума Верховного Совета СССР (1941—1952).
В 1941 году вступил в ВКП(б). Являлся членом Бюро ЦК Компартии Латвии с 1949-го по 1952 год.
В 1946 году Кирхенштейн вместе с министром внутренних дел Августом Эглитом инициировал возвращение в Латвию из Сибири 1320 детей, депортированных вместе с родителями в июне 1941 года, через Министерство просвещения Латвийской ССР. За 7 месяцев удалось отправить в Латвию 12 групп детей. Операцию координировала в Красноярске сотрудник министерства Анна Карловна Лусс. Вместе с детьми как сопровождающие лица выехали и некоторые ценные для республики специалисты — например, видный врач Николай Столыгво, за которого хлопотал лично Кирхенштейн.

### Академик Латвийской ССР
31 марта 1945 года Высшая аттестационная комиссия СССР утвердила Кирхенштейна в звании профессора по кафедре микробиологии и подтвердила его учёную степень доктора биологических наук.
С организацией АН Латвийской ССР в 1946 году Кирхенштейн был избран действительным её членом. На базе его Серологической станции в том же году был основан Институт микробиологии Академии наук Латвийской ССР, который основатель и возглавлял с 1946 года. В институте были развёрнуты масштабные научные исследования, разработано множество технологий для производства лекарственных препаратов и субстанций для сельского хозяйства.
В науке профессору нравилось быть в оппозиции. Когда начались исследования антибиотиков, Кирхенштейн их не признавал и обеспечил проведение в своём институте исследований против антибиотиков, создав конфронтацию между своим учреждением и Институтом оргсинтеза, где как раз вели противоположные работы. Когда профессор заболел воспалением лёгких, сотрудницы кололи ему пенициллин под видом витаминов, которые он весьма ценил. Он не признавал даже мыло, считая, что оно уничтожает защитный слой кожи, мылся только водой и пользовался особыми маслами.
Ученица Кирхенштейна, доктор медицинских наук Муза Индулен считает, что будь у Кирхенштейна больше времени на науку, он бы мог стать гораздо более известным в мире. Например, он открыл значение витамина С в лечении многих заболеваний, однако серьёзных исследований на эту тему так и не развернул, хотя Лайнус Полинг создал на этом целую теорию и получил мировую славу.
В 1951—1958 годы Кирхенштейн был вице-президентом Академии наук Латвийской ССР.
Перу А. Кирхенштейна принадлежат исследования в бактериологии, иммунологии, витаминологии, диетологии, профилактике туберкулёза и других заболеваний, в том числе 6 монографий (не считая переизданий).

## Личность и характер
Выходец из простой крестьянской семьи, Август Кирхенштейн уже в юности приобрёл изящные манеры, славился остроумием и яркой речью. Он активно включался в дискуссии в научной и общественной среде и по всем вопросам имел своё мнение. У него были довольно напряженные отношения с партийными руководителями Латвийской ССР: Янис Калнберзин его ещё терпел, а вот Арвид Пельше терпеть не мог. Даже фильм о Кирхенштейне документалисты смогли снять только в 1983 году, после кончины Пельше.
В 1950-е годы, когда институту микробиологии не хватало денег на устройство новогодних ёлок для детей сотрудников, профессор выделял 1000 рублей из личных денег на сладости и угощение, и произносил перед маленькими гостями отеческую речь.
Дважды в год профессор устраивал у себя пышные приёмы: в именины 3 августа и в день рождения 18 сентября. На них большей частью приглашались коллеги, деятели культуры, такие как режиссёр Вера Балюна, оперные солисты Эльфрида Пакуль и Александр Дашков, королевы латышского театра Анта Клинтс и Велта Лине, поэтесса Мирдза Кемпе, художники из рода Скулме. Фотографии отражают весёлую атмосферу этих мероприятий. Профессору нравилось дирижировать пением, для чего он взбирался на стул или даже на стол, а его любимой песней был «Вей, ветерок!»
Профессор увлекался изготовлением ликёров, особенно из смородиновых почек, который он называл «Зелёный змий». Рита Кукайн регулярно поставляла ему для этого 4 литра спирта из института, но когда это вскрылось и виновные были строго предупреждены, роль поставщика спирта перенял Янис Страдыньш, уже из Института оргсинтеза.

## Семья
Родной брат репрессированного советского разведчика Рудольфа Кирхенштейна (1891—1938).
А. Кирхенштейн был дважды женат, но детей не имел. Он взял на воспитание племянницу Эльвиру (1926—1976).

## Память
Профессор скончался 3 ноября 1963 года и был похоронен на кладбище Райниса в Риге. Его именем были названы Институт микробиологии, улица в Риге, установлены мемориальные доски на домах в Лимбажи, в Мазсалаце и в Даугавпилсе, где он жил. На центральной площади Мазсалацы в 1986 году был установлен памятник, который через 4 года был под покровом ночи снесён, а затем обнаружен в Чёртовой пещере на берегу реки Салацы.
Институт продолжает носить имя Кирхенштейна, хотя попытки прекратить это предпринимались неоднократно. Руководитель Общества микробиологов Вайра Саулите считает, что политическая деятельность не должна затрагивать достижения учёного. «Политическая ситуация в 1940 году была такова, что абсолютно всё равно, кто стал бы министром-президентом — Кирхенштейн, Берзиньш или Иванов. Ничего бы не поменялось», — уверена она. «Многие из крикунов, требующих изъять имя Кирхенштейна из названия института, сами в науке ни следа не оставили». Сотрудники института продолжают традицию памятных мероприятий на кладбище Райниса в день рождения академика Кирхенштейна, 18 сентября, и за свой счёт обновили его надгробие, оформив его на латышском языке.

## Награды и звания
- Герой Социалистического Труда — Указом Президиума Верховного Совета СССР от 17 сентября 1957 года «за выдающиеся заслуги в области биологической науки и общественно-политическую деятельность»
- 6 орденов Ленина (17.09.1942; 31.05.1946; 20.07.1950; 06.11.1951; 23.03.1956; 17.09.1957)
- орден Отечественной войны 1-й степени (02.03.1944)
- 3 ордена Трудового Красного Знамени (17.09.1947, «за заслуги перед советским государством, в связи с 75-летием со дня рождения»; 18.09.1952; 17.09.1962)
- медали
- Заслуженный деятель науки Латвийской ССР (1945)

## Адреса
1944 год — Даугавпилс, ул. Краславас, 72. Правительство Латвийской ССР работало в здании на ул. Ригас, 18.
С 1944 года — построенный в 1936 году в стиле функционализма по проекту инженера К. Янсона для Жаниса Целмса особняк на ул. Порука, 10, в рижском микрорайоне Межапарк.